# Bolumin
Bolumin – wieś w Polsce, położona w województwie kujawsko-pomorskim, w powiecie bydgoskim, w gminie Dąbrowa Chełmińska.

## Podział administracyjny
W latach 1939–1945 położona była w okręgu Rzeszy Gdańsk-Prusy Zachodnie, w rejencji bydgoskiej (Regierungsbezirk Bromberg), w powiecie Chełmno (Kreis Kulm).
W latach 1975–1998 miejscowość administracyjnie należała do województwa bydgoskiego.

## Położenie
Miejscowość położona jest na historycznej Ziemi Chełmińskiej, rozlokowana na wysoczyźnie morenowej należącej do Pojezierza Chełmińskiego.

## Nazwa
Nazwę wsi wywodzi się od imienia Bolemysław. W dokumentach historycznych występował pod nazwami:
- 1222 – Bolemyno, Bolemino, Bolmen;
- 1423-1424 – Groze Bolmen;
- 1570 – Bolemin;
- 1772 – Gross Bolumin;
- 1880 – Bolimin.

## Charakterystyka

### Demografia
Według Narodowego Spisu Powszechnego (III 2011 r.) liczył 410 mieszkańców. Jest siódmą co do wielkości miejscowością gminy Dąbrowa Chełmińska.

### Komunikacja
Wieś położona jest około 25 km od centrum Bydgoszczy. Liczne drogi gminne prowadzą do: Boluminka i Dąbrowy Chełmińskiej, Nowego Dworu, Skłudzewa, Wałdowa Królewskiego, Czarnowa.

### Przyroda i rekreacja
Bolumin od południa otoczony jest kompleksem leśnym porastającym strefę krawędziową Kotliny Toruńskiej. Od południa i zachodu do wsi przylega Zespół Parków Krajobrazowych Chełmińskiego i Nadwiślańskiego. Przez Bolumin przebiega  szlak rowerowy Bydgoszcz-Toruń.

### Archeologia
We wsi na niewielkim wzniesieniu przy granicy Wałdowa Królewskiego znajduje się stanowisko archeologiczne. Podczas badań odsłonięto 28 grobów popielnicowych i bezpopielnicowych z okresu halsztackiego, w tym 26 przykrytych brukiem kamiennym.

### Zabytki
W miejscowości znajduje się dwór z końca XIX wieku.

## Historia
Nazwę miejscowości (Bolemyno) wymieniono 5 sierpnia 1222 roku w akcie nadania przez księcia Konrada Mazowieckiego rozległych posiadłości w ziemi chełmińskiej na rzecz biskupa misyjnego Prus Chrystiana. W 1228 wraz z całą ziemią chełmińską Bolumin został darowany zakonowi krzyżackiemu. W 1418 zarząd administracyjny sprawowała krzyżacka prokuratoria w grodzie Pień, a w 1423 komturstwo na Zamku Bierzgłowskim, zachowując dobra ziemskie (40 łanów) w rękach rycerza obowiązanego do służby w zbroi lekkiej. W bitwie pod Grunwaldem po stronie Krzyżaków walczył dziedzic z Bolumina – Boleminsky, gdzie też dostał się do niewoli. Nazajutrz po bitwie król Władysław II Jagiełło zlecił mu odszukanie i rozpoznanie ciała wielkiego mistrza zakonu Ulryka von Jungingen.
W 1570 wieś była własnością szlachecką podzieloną na dwa majątki: Bolumin i Boluminek. W XVII w. majętności w Boluminie nabyła na własność rodzina szlachecka Kruszyńskich. W XIX w. we wsi przeważała wielka własność ziemska.
W latach 1939 - 1942 dotychczasową nazwą wsi było Bolumin, w samym 1942 występowała także jako Großbolumin, lecz po przeprowadzonej zamianie nazw miejscowości w Okręgu Rzeszy Gdańsk-Prusy Zachodnie, w latach 1942 - 1945 nazywała się Großbolmen. Nazwa tutejszego leśnictwa również ulegała zamianie z Bolumin na Blomen. Znajdujący się na terenie wsi majątek został również przemianowany i ww. okresach nosił, odpowiednio, nazwy Neu-Bolumin, a potem Newubolmen.